# Петрер
Петрер, Петрель (валенс. Petrer (офіційна назва), ісп. Petrel) — муніципалітет в Іспанії, у складі автономної спільноти Валенсія, у провінції Аліканте. Населення — 33 978 осіб (2022).

## Географія
Муніципалітет розташований на відстані близько 330 км на південний схід від Мадрида, 29 км на північний захід від Аліканте.

## Демографія
Динаміка населення (INE ):

## Галерея зображень

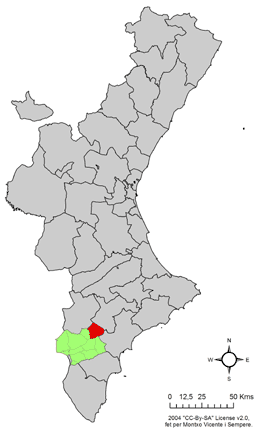
Розташування муніципалітету у автономній спільноті Валенсія
Розташування муніципалітету у комарці Медіо-Віналопо
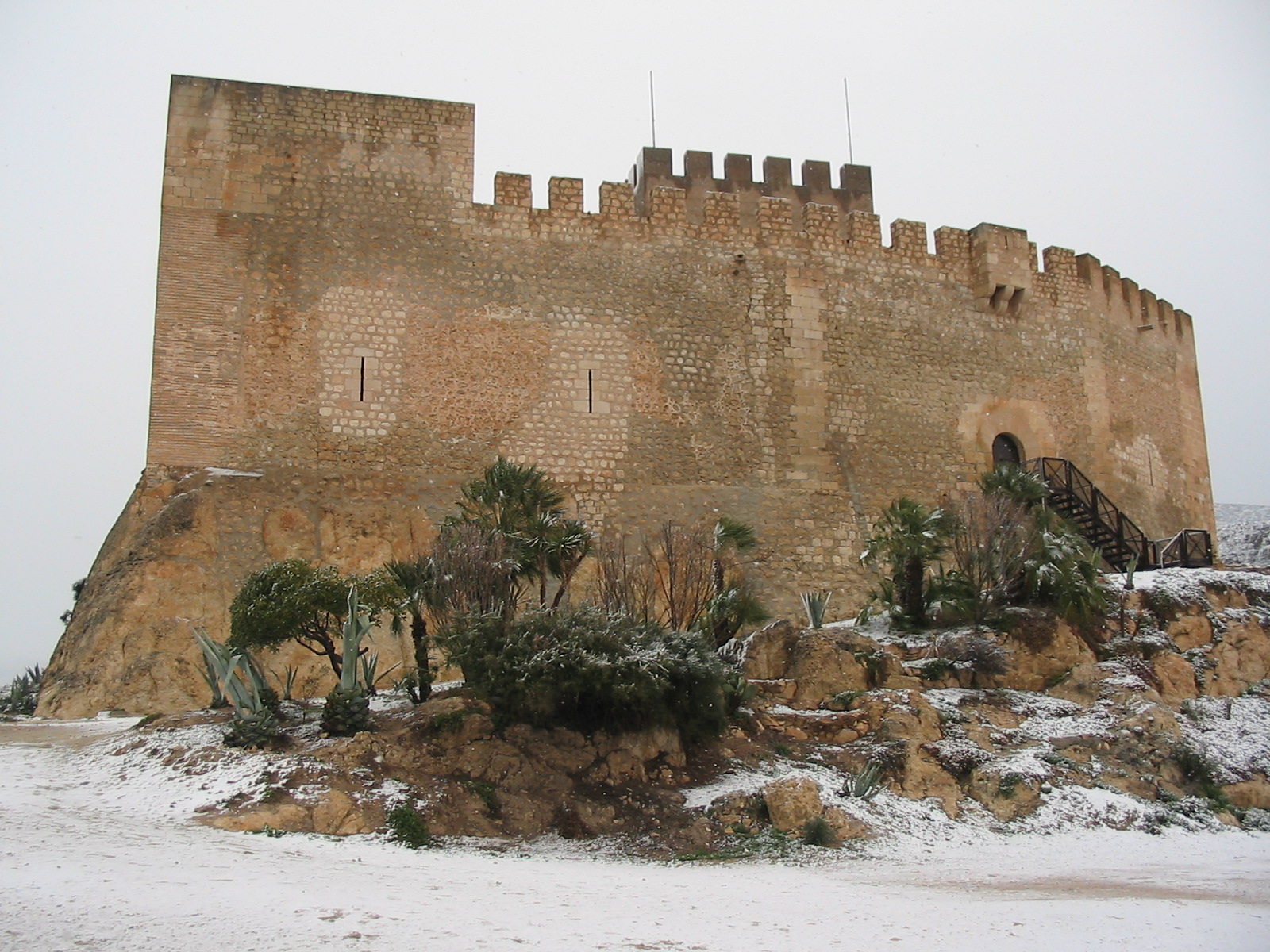
Замок у Петрері, XII-XIII століття
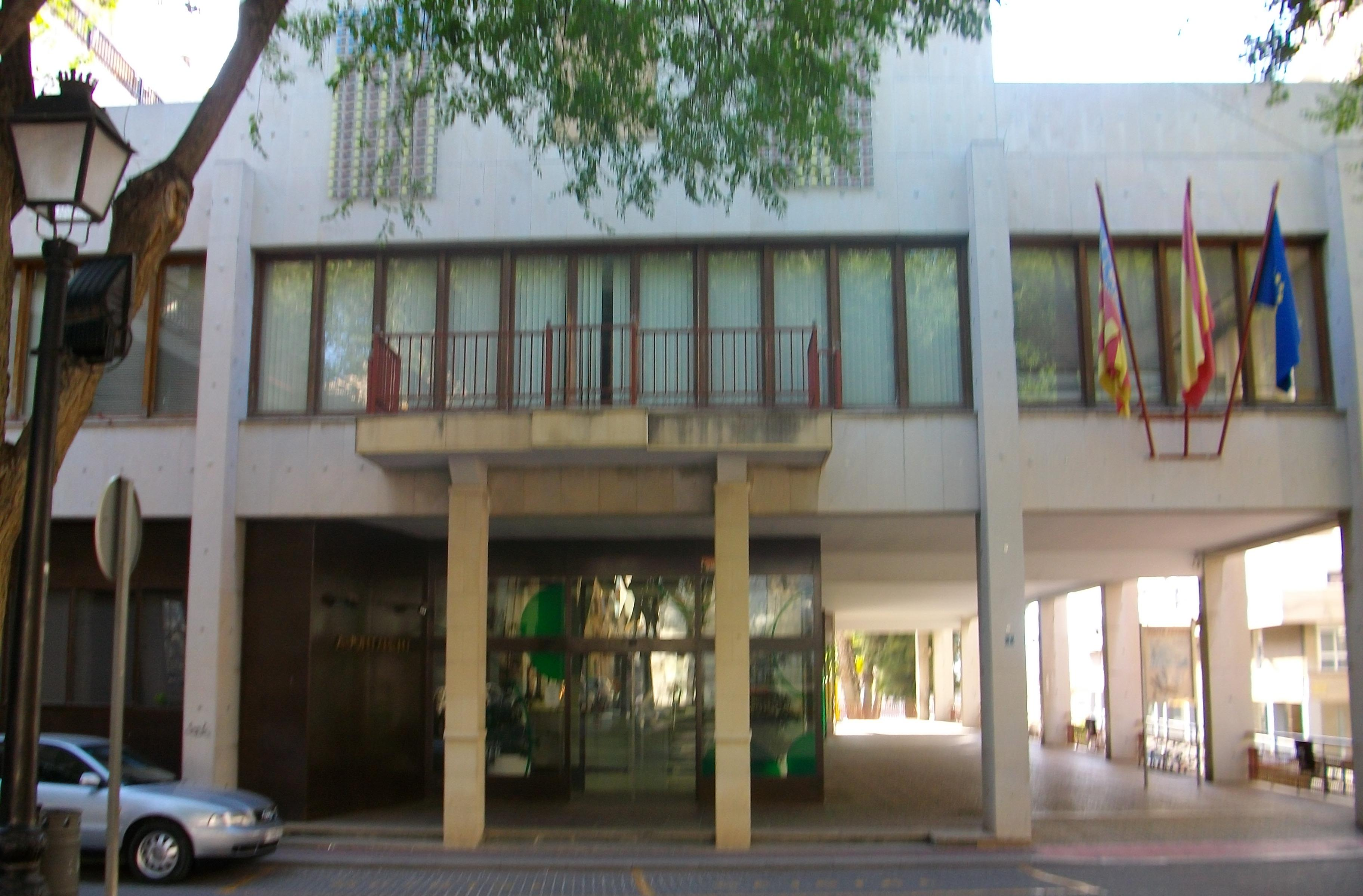
Муніципальна рада